# Сравнение евреев с животными в палестинском дискурсе
Сравнение евреев с животными в палестинском дискурсе широко распространено как на уровне языка, так и в виде изображений. Евреи при этом наделяются качествами животных, подвергаясь, таким образом, дегуманизации.

## Предыстория

### Образ еврея в исламе
Коран содержит как сочувственные, так и враждебные высказывания о евреях. Сура Корана аль-Бакара 2:65 описывает превращение евреев в свиней и обезьян. Хадисы (изречения пророка Мухаммеда) упоминают евреев, как правило, в негативном контексте, в том числе сравнивая с животными: «пропала община израильтян, и никто не знает, что с ней стало; что же касается меня, то я считаю, что они (были прокляты и превращены в) мышей».

### Евреи в исламском мире
Согласно исламу, на территории государств, созданных или завоёванных мусульманами, немусульмане (зимми), включая евреев и христиан, обязаны признать господство ислама и платить особую дань (джизью), «оставаясь униженными» (ат-Тавба 9:29). Официально находясь под защитой, зимми в то же время облагались множеством запретов и ограничений. В мусульманских обществах Средневековья и Нового времени были распространены антисемитская пропаганда и преследования (хотя их масштабы и жестокость, по оценке историка Леона Полякова, были меньшими, нежели в христианском мире). В средневековой арабской литературе, начиная с Ибн Хаукаля, встречается анекдот о еврейских жителях аравийского города Айла, которые были превращены в свиней и обезьян за то, что не соблюдали шаббат.
Резкое усиление антисемитизма в арабском мире и среди мусульман в целом после Первой мировой войны связано с подъёмом арабского национализма и зарождением его разновидности, палестинского национализма, конкурировавшего с сионизмом за суверенитет над Подмандатной Палестиной. Значительную роль сыграла и нацистская пропаганда, распространившаяся на Ближнем Востоке; уподобление евреев животным было одной из её главных тем.

## По видам животных

### Свиньи и обезьяны
Первая листовка палестинской исламистской группировки ХАМАС в 1988 году начиналась с характеристики евреев, среди прочего, как «братьев обезьян».
В 1990-е годы в информационных сообщениях палестинских вооружённых организаций ФАТХ, ХАМАС и ПИД словосочетание «сыны обезьян и свиней» стало использоваться как устойчивый эпитет, обозначающий евреев. Они также использовали этот термин для описания евреев, погибших в результате их терактов. Например, когда ХАМАС взял на себя ответственность за теракт на перекрёстке Бейт-Лид, он заявил, что убил «20 свиней» и ранил «60 обезьян». Кроме того, в некоторых предварительно записанных сообщениях, сделанных палестинскими террористами-смертниками перед терактами, они называли своих будущих жертв «обезьянами и свиньями».
В 1996 году ежемесячный журнал ХАМАС «Фаластин аль-муслима» опубликовал статью, в которой утверждалось, что превращение древних евреев в обезьян, свиней, мышей и ящериц, упомянутое в исламской традиции, «было реальным» и что оно «оставило свой след в душах евреев, пришедших после них». Далее утверждалось, что евреи чувствовали стыд за то, что являются потомками обезьян, и поэтому решили убедить всё человечество, что оно постепенно превратилось из обезьян в людей, и что поэтому теория эволюции была изобретена «еврейской обезьяной Дарвином».
Эту фразу используют также палестинские лидеры и официальные лица. В 2001 году Абдель Азиз Рантиси, тогдашний представитель ХАМАС, позже возглавивший группировку в секторе Газа, сказал, что политическое руководство ХАМАС «развязало руки бригадам делать всё, что они захотят, против братьев обезьян и свиней». В том же году Ибрагим Мадхи, чиновник Палестинской администрации (ПА) и имам в Газе, также назвал евреев «обезьянами и свиньями» в проповеди на телевидении ПА в секторе Газа. В 2008 году председатель Лиги палестинских ученых и депутат ХАМАС в секторе Газа Марван Абу Рас заявил: «Мы осаждены <…> братьями обезьян и свиней».
Наряду с сектором Газа, это описание евреев также употребляют официальные лица и духовенство ПА на Западном Берегу Иордана. Обозначение евреев как свиней и обезьян использовал в своей проповеди в 1997 году Икрима Саид Сабри, на тот момент Верховный муфтий Иерусалима, назначенный Ясиром Арафатом. Это клише также использовал в 2002 году в своей проповеди Мухаммед Мустафа Наджем, ставший в 2024 году министром по делам религий в Палестинской национальной администрации. В 2018 году данное обозначение евреев использовал шейх Усама аль-Тиби в своей проповеди на телевидении ПА. В 2022 году его использовал Махмуд аль-Хаббаш, советник президента частично признанного Государства Палестина Махмуда Аббаса по религиозным вопросам, также в проповеди по палестинскому телевидению.
Это выражение также используется детьми и в образовательных программах, ориентированных на детей. Например, в 2001 году 11-летний ученик школы ХАМАС в Газе сказал перед своим классом: «Я сделаю из своего тела бомбу, которая разнесёт плоть сионистов, сыновей свиней и обезьян». В 2013 году маленькая девочка прочитала на телевидению ПА стихотворение со строками «О, сыны Сиона, о злейшие из всех творений, о варварские обезьяны, жалкие свиньи». То же самое повторилось в 2014 году на телеканале ХАМАС Аль-Акса-ТВ, на сей раз это стихотворение читал мальчик.

### Собаки
В исламе собака рассматривается как нечистое и гнусное животное; изображения людей как собак в исламской культуре особенно оскорбительны.

#### «Евреи — наши собаки»
Лозунг «Палестина — наша земля, а евреи — наши собаки» (на арабском представляющий собой стишок: فلسطين بلادنا واليهود كلابنا, транслитерация: Falastin bladna, w-el-Yahud klabna) впервые появился в Палестине в 1918—1919 годах. Он использовался на арабских демонстрациях в Иерусалиме в марте 1920-го и в 1923-м годах. В апреле 1920 года этот лозунг скандировался на демонстрации, возглавленной будущим великим муфтием Иерусалима Амином аль-Хусейни и редактором газеты «Южная Сирия» Арифом аль-Арифом; демонстрация переросла в беспорядки и антиеврейские погромы.
Распевание этого лозунга стало постоянным на мусульманском фестивале «Наби Муса» в Иерусалиме в годы британского мандата в Палестине.
Лозунг распространился из Палестины в соседние страны. В Сирии и Ливане в 1948 году толпы также скандировали лозунг «Палестина — наша земля, а евреи — наши собаки» в адрес живущих там евреев, иногда перед началом масштабных антиеврейских беспорядков.
В 1987 году этот лозунг использовался во время демонстраций и беспорядков, устроенных израильскими арабскими гражданами в Яффо, Хайфе и Назарете, в знак солидарности с Первой интифадой. Палестинские заключенные в тюрьме «Кциот» в 1991 году время от времени скандировали этот лозунг, в том числе, когда Ирак обстреливал Израиль ракетами во время войны в Персидском заливе. В 2020 году палестинец был допрошен израильской полицией после того, как в прямом эфире выкрикивал этот лозунг группе ультраортодоксальных евреев в Старом городе Иерусалима.
В XXI веке этот лозунг распространился на Северную Америку. В 2006 году его скандировали по-арабски на демонстрациях в Сан-Франциско, организованных радикальным палестинским НКО «Аль-Ауда». В 2009 году эта речёвка использовалась на пропалестинской демонстрации в Монреале. В 2020 году распевание этой речёвки на арабском языке было снято на видео во время палестинской демонстрации в Онтарио; позже её организаторы принесли извинения.
Палестинские дети также используют этот стишок. Так, в 1936 году сообщалось об инциденте, когда дети скандировали его пассажиру-еврею в Яффо, в то время как сопровождавшие их взрослые хранили молчание. Этот лозунг стал частью палестинской детской песенки. Она имеет несколько вариантов. Один из них: «Палестина — наша страна, а евреи — наши собаки. Положите одну ветку на другую, пусть Аллах сломит евреев». Другая версия: «Палестина — наша земля, а евреи — наши собаки. Они пришли в нашу страну как нищие». Третий вариант: «Арабы — наши друзья, евреи — наши собаки». В 2020 году, стремясь помешать нормализации отношений между Бахрейном и Израилем, ФАТХ опубликовал видео, где ребёнок читает: «Палестина — наша страна, а евреи…» — и закрывает рот руками.

#### Другие сравнения с собаками
Среди палестинцев распространено сравнение евреев с собаками и вне какой-либо связи с вышеприведенной речёвкой.
Так, в своём обращении к исламскому миру от 1937 года лидер палестинских националистов муфтий Амин аль-Хусейни назвал евреев «паршивыми собаками».
В 1992 году Ясир Арафат, возглавлявший ООП, попал на аудиозапись, произнеся в беседе с представителем ООП в Париже: «Это дела евреев. Будь прокляты их отцы. Эти собаки».
В 2007 году, в палестинской детской телепередаче «Пионеры завтрашнего дня», транслировавшейся по Al-Aqsa TV, маленькая палестинка заявила, что не любит евреев, «потому что они собаки».
В 2015 году имам из числа израильских арабов в Умм-эль-Фахме во время проповеди назвал Биньямина Нетаньяху «еврейской собакой».
В 2023 году появилась запись того, как один из участников вторжения ХАМАС в Израиль называет жертв резни «еврейскими собаками».

### Крысы и мыши
Согласно ряду мусульманских преданий, когда древних евреев превращали в свиней и обезьян, некоторые из них также были превращены в крыс и мышей (а также в ящериц и термитов).
Образы крыс и мышей также используются в палестинской пропаганде, направленной против евреев и Израиля. Так, в 2014 году, во время похищения и убийства трёх израильских подростков ХАМАС, палестинская организация ФАТХ разместила на своей странице в Facebook карикатуру, на которой были изображены три крысы с нарисованными на них белыми звёздами Давида, пойманные на удочку, с подписью «мастерский ход». Позже в том же году, во время напряженности вокруг Храмовой горы, на сайте Комиссии по информации и культуре ФАТХ была опубликована карикатура с мечетью Аль-Акса на вершине горы, которую съедает стая крыс с изображёнными на них звёздами Давида.

### Спруты
Изображение спрута — популярный антисемитский образ. Он широко используется в палестинской пропаганде, направленной против Израиля и евреев. Так, в 1936 году «Фаластин», самая распространённая в Подмандатной Палестине газета на арабском языке, опубликовала карикатуру, изображающую спрута, опутавшего щупальцами молодую женщину, с подписью «Палестина, опутанная мировым еврейством». В 2010 году, после конфликта у берегов Газы с захватом судна «Мави Мармара», иорданско-палестинский карикатурист Эмад Хаджадж опубликовал карикатуру, на которой спрут со звездой Давида захватывает щупальцами маленькую лодочку в форме голубя мира.

### Змеи
Изображение евреев как змей также является одним из известных тропов антисемитизма, используемым, в том числе, в палестинской пропаганде, направленной против Израиля и евреев.
Так, ещё в начале 1919 года листовки, появившиеся в Иерусалиме и Яффе, призывавшие арабов сплотиться перед лицом «сионистской угрозы», уподобляли евреев ядовитых змеям.
В 2001 году Эмад Хаджадж опубликовал в иорданской газете «Ад-Дустур» карикатуру, в которой Эхуд Барак и Ариэль Шарон (претенденты на пост премьер-министра в Израиле) изображались как две головы змеи, отмеченные звёздами Давида. В 2014 году в карикатуре, опубликованной в Аль-Хайят аль-Джадида, официальной газете ПА, был изображен змееподобный еврей в кипе (возможно, Авигдор Либерман), которому отрезается голова двумя пальцами, как ножницами, под лозунгом «Палестинское единство», символизирующим примирение между ФАТХ и ХАМАС. Позже в том же году в газете «Столица», выходящей раз в две недели и распространяемой вместе с «Аль-Хайят аль-Джадида», была опубликована карикатура на израильского правого активиста Йегуду Глика (который позже стал членом Кнессета), изображённого в виде змеи.
В 2004–2010 годах телевидение Палестинской автономии неоднократно транслировало музыкальный видеоклип, в котором Израиль изображался как «змея, обвившая Землю».

### Крокодилы

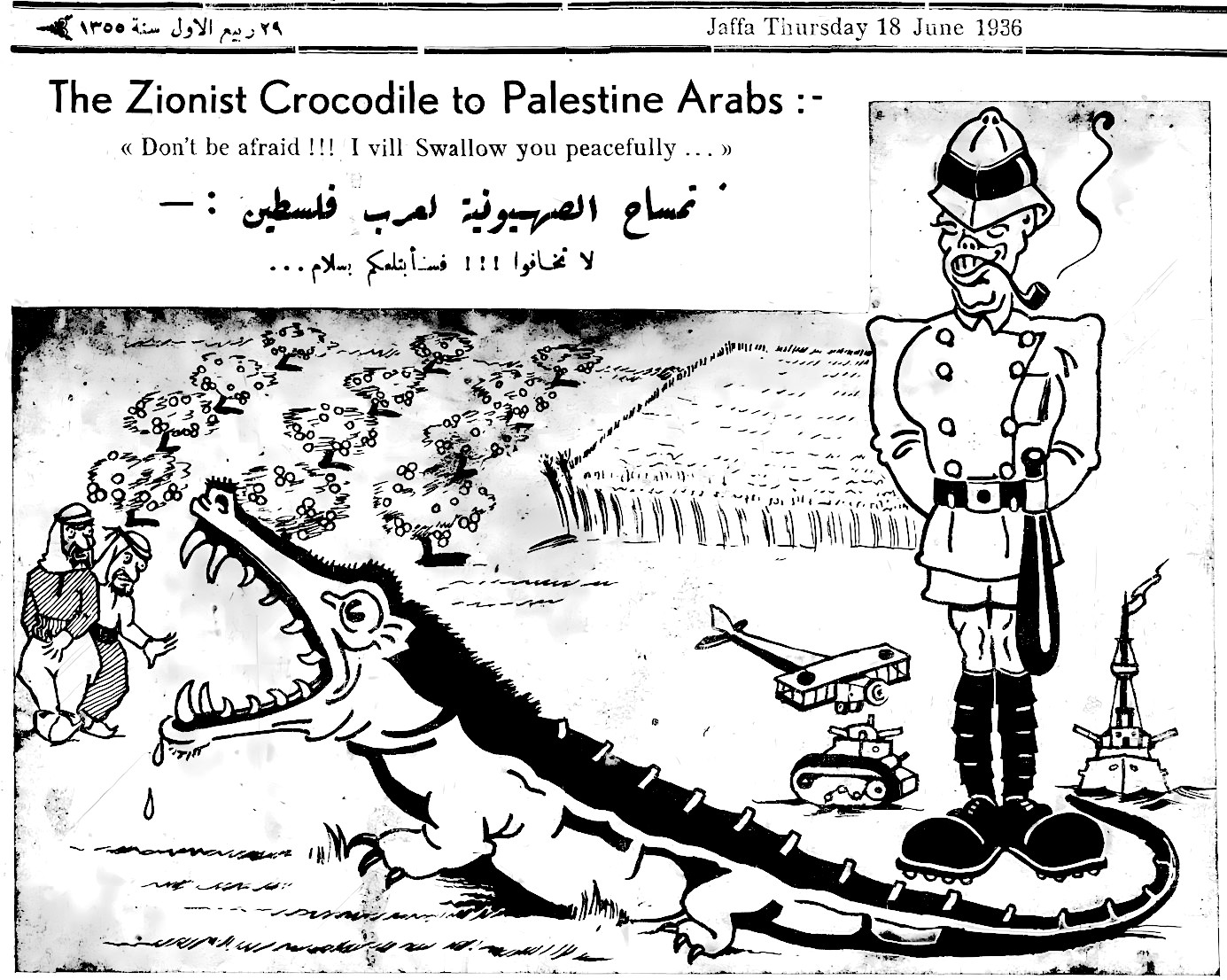
Карикатура с крокодилом в газете «Фаластин» (1936).

Израиль и сионизм иногда изображаются в палестинских источниках в виде крокодилов. Так, в 1936 году «Фаластин», самая распространенная газета на арабском языке в Подмандатной Палестине, опубликовала карикатуру, изображающую «сионистского крокодила», говорящего арабам: «Не бойтесь! Я вас мирно проглочу». В XXI веке в палестинских газетах появилось несколько карикатур, изображающих Израиль в виде крокодила со звездой Давида: в «Аль-Кудс аль-Араби», «Филистин» и «Аль-Кудс». Официальная газета частично признанного Государства Палестина «Аль-Хаят аль-Джадида» в период с 2003 по 2023 годы многократно публиковала карикатуры, изображающие Израиль в образе крокодила.

## Другие биологические виды

### Бактерии
В 1910 году арабские вельможи Наблуса попросили османское правительство не присоединять его к административному округу Иерусалима, «чтобы не заразиться сионистской бактерией».
В своём обращении к исламскому миру от 1937 года лидер палестинских националистов муфтий Амин аль-Хусейни назвал евреев «микробами».
Во время Второй мировой войны аль-Хусейни, проживавший в то время в нацистской Германии, продолжил это в своих пропагандистских передачах для арабского мира по нацистскому радио, сравнивая еврейство с инфекционными заболеваниями, а евреев с микробами.
В 1985 году Жорж Хабаш, основатель палестинской леворадикальной вооружённой группировки НФОП, заявил: «Мы не сможем обеспечить будущее наших поколений, если сионистский микроб продолжит существовать на арабской земле».
В начале XXI века в палестинском учебнике для детей говорилось, что арабы должны «уничтожить сионистский микроб».

### Вирусы
В 2005 году имам шейх Ибрагим-аль-Мудайрис сказал в проповеди, переданной по телевидению Палестинской автономии: «С созданием государства Израиль вся исламская нация была потеряна, потому что Израиль — это рак, распространяющийся по телу исламской нации, и потому что евреи — это вирус, напоминающий СПИД, от которого страдает весь мир».

### Рак
В 2006 году глава Политбюро ХАМАС Халед Машаль назвал Израиль «раковой опухолью, которую необходимо вырвать с корнем». В 2007 году заместитель спикера Палестинского законодательного совета Ахмед Бахар сказал в проповеди на палестинском телевидении: «Наш народ был поражен раковой опухолью, то есть евреями, в сердце арабской нации». В 2018 году Фатхи Хамад, член политбюро ХАМАС и бывший министр внутренних дел сектора Газа, призвал к созданию исламского халифата «после того, как нация исцелится от рака — евреев».

### На английском
- Abou El Fadl, Khaled[англ.]. Dogs in the Islamic Tradition and Nature // Encyclopedia of Religion and Nature (англ.) / Taylor, Bron (ed.). — Continuum International Publishing Group. — 2004. — Vol. 1. — P. 498—500. — ISBN 978-1843711384.
- Bakovic, Smadar. Tall Shadows: Interviews with Israeli Arabs (англ.). — Hamilton Books, 2006. — 160 p. — ISBN 978-0-7618-3289-8.
- Baran, Zeyno[англ.]. Citizen Islam: The Future of Muslim Integration in the West (англ.). — Continuum. — 2011. — 208 p. — ISBN 978-1441104007.
- Bayefsky, Anne F.; Blank, Laurie R. (eds.). Incitement to Terrorism (англ.). — Brill Nijhoff. — 2018. — 174 p. — ISBN 978-9004359819.
- Bard, Mitchell G. Death to the Infidels: Radical Islam's War Against the Jews (англ.). — St. Martin's Press. — 2014. — 282 p. — ISBN 978-1137279293.
- Bauer, Yehuda. The Jews: A Contrary People (англ.). — LIT Verlag. — 2014. — 304 p. — ISBN 978-3643905012.
- Bensoussan, Georges[англ.]. Chapter 10: The Turning Point, 1945–1949 // Jews in Arab Countries: The Great Uprooting (англ.). — Indiana University Press, 2019. — 512 p. — doi:10.2307/j.ctvd58t48. Архивировано 27 апреля 2024 года.
- Bostom, Andrew G.[англ.]. The Legacy of Islamic Antisemitism: From Sacred Texts to Solemn History (англ.). — Prometheus Books. — 2008. — 766 p. — ISBN 978-1591025542.
- Chazan, Meir. Mapai and the Arab-Jewish Conflict, 1936-1939 (англ.) // Israel Studies Forum. — 2009. — Vol. 24, iss. 2. — P. 33. — ISSN 1557-2455. — JSTOR 41805025.
- Cook, Michael[англ.]. Studies in the Origins of Early Islamic Culture and Tradition (англ.). — Taylor & Francis, 2022. — 240 p. — ISBN 978-1-000-58508-7. Архивировано 9 мая 2024 года.
- Dershowitz, Alan. The Case for Peace: How the Arab-Israeli Conflict Can be Resolved (англ.). — Turner Publishing Company, 2011. — 240 p. — ISBN 978-1-118-04060-7. Архивировано 10 мая 2024 года.
- Feldner, Yotam. 72 Black-Eyed Virgins? (англ.) // Claremont Review of Books. — 2001. — September (vol. 2, iss. 1).
- Forest, James J. F. (ed.). The Making of a Terrorist: Recruitment (англ.). — Praeger Security International. — 2006. — ISBN 978-0275985455.
- Friedman, Thomas L. From Beirut to Jerusalem (англ.). — 2-е. — Farrar, Straus and Giroux, 2010. — 588 p. — ISBN 978-0-374-70699-9. Архивировано 10 мая 2024 года.
- Gilbert, Martin. Jerusalem in the Twentieth Century (англ.). — Turner Publishing Company, 1998. — 448 p. — ISBN 978-1-62045-919-5. Архивировано 10 мая 2024 года.
- Glasberg, Rebecca; Elia, Lucien; Kuntz, Jane; Vince, Rebekah; Watson, Robert. Beirut, Lebanon: The Dead-End Alley (англ.) // A Jewish Childhood in the Muslim Mediterranean. — University of California Press, 2023. — Vol. 2. — P. 41–45. — ISBN 978-0-520-39339-4. — JSTOR jj.1791903.15.
- Goldberg, Jeffrey. Prisoners (англ.). — Knopf, 2006. — 336 p. — ISBN 978-0-307-26597-5. Архивировано 8 мая 2024 года.
- Kimmerling, Baruch;[англ.] Migdal, Joel S. The Palestinian People: A History (англ.). — Harvard University Press. — 2009. — 608 p. — ISBN 978-0674011298.
- Klutznick, Philip M. and Ethel; LeBeau, Bryan F.; Mor, Menahem. Pilgrims & Travelers to the Holy Land (англ.). — Creighton University Press, 1996. — 116 p. — ISBN 978-1-881871-15-6.
- Küntzel, Matthias. Jihad and Jew-Hatred: Islamism, Nazism and the Roots of 9/11 (англ.). — New York: Telos Press Publishing, 2007. — 180 p. — ISBN 978-0-914386-36-0.
- Küntzel, Matthias. Nazis, Islamic Antisemitism and the Middle East. The 1948 Arab War against Israel and the Aftershocks of World War II (англ.). — New York: Routledge, 2024. — 164 p. — ISBN 978-1-03-243850-4.
- Küster, Volker[нем.]; Speelman, Gé. Islam in the Netherlands: Between Religious Studies and Interreligious Dialogue (англ.). — Lit Verlag. — 2010. — 236 p. — ISBN 978-3825807078.
- Lasson, Kenneth. Incitement in the Mosques: Testing the Limits of Free Speech and Religious Liberty (англ.) // Whittier Law Review. — 2005. — Vol. 27. — P. 44–62. Архивировано 2 апреля 2024 года.
- Levitt, Matthew. Hamas: Politics, Charity, and Terrorism in the Service of Jihad (англ.). — Harrisonburg, Virginia: The Washington Institute for Near East Policy, 2006. — 336 p. — ISBN 978-0-300-11053-1.
- Mandel, Neville J. The Arabs and Zionism Before World War I (англ.). — University of California Press, 1976. — 304 p. — ISBN 978-0-520-02466-3. Архивировано 8 мая 2024 года.
- Morris, Benny. Righteous Victims: A History of the Zionist-Arab Conflict, 1881-2001 (англ.). — Knopf. — New York, 2001. — 800 p. — ISBN 978-0679744757.
- Nazzal, Nafez; Nazzal, Leila. The Politicization of Palestinian Children: an Analysis of Nursery Rhymes (англ.) // Palestine-Israel Journal of Politics, Economics, and Culture. — 1996. — Vol. 3, iss. 1. — P. 26—33.
- Oliver, Anne Marie; Steinberg, Paul F. The Road to Martyrs' Square: A Journey into the World of the Suicide Bomber (англ.). — Oxford University Press. — 2006. — 304 p. — ISBN 978-0-19-802756-0.
- Patterson, David. A Genealogy of Evil: Anti-Semitism from Nazism to Islamic Jihad (англ.). — New York: Cambridge University Press, 2010. — 312 p. — ISBN 978-1-139-49243-0.
- Perlmann, M. Chapters of Arab-Jewish Diplomacy, 1918–22 (англ.) // Jewish Social Studies. — 1944. — Vol. 6, iss. 2. — P. 123–154. — JSTOR 4464589.
- Perry, Marvin and Schweitzer, Frederick M. Antisemitism: myth and hate from antiquity to the present (англ.). — New York: Palgrave, 2002. — 309 p. — ISBN 978-0-312-16561-1.
- Post, Jerrold M. Reframing of Martyrdom and Jihad and the Socialization of Terrorism (англ.) // Political Psychology. — 2009. — Vol. 29, iss. 3. — P. 297-311. — JSTOR 25655402.
- Rubin, Barry M. Revolution Until Victory?: The Politics and History of the PLO (англ.). — Harvard University Press, 1994. — 304 p. — ISBN 978-0-674-76803-1. Архивировано 8 мая 2024 года.
- Segev, Tom. One Palestine, Complete: Jews and Arabs Under the British Mandate (англ.). — Henry Holt and Company. — 2013. — 592 p. — ISBN 978-0805065879.
- Shipler, David K. Arab and Jew: Wounded Spirits in a Promised Land (англ.). — 2-е. — Crown, 2015. — 608 p. — ISBN 978-0-553-44752-1.
- Shulewitz, Malka Hillel and Israeli, Raphael. Exchanges of Populations Worldwide: The First World War to the 1990s (англ.) // The Forgotten Millions: The Modern Jewish Exodus from Arab Lands  / ed. by Malka Hillel Shulewitz. — New York: Continuum, 2000. — P. 126—141. — ISBN 978-0826447647.
- Tamer, Georges (ed.). The Concept of Person in Judaism, Christianity and Islam (англ.). — De Gruyter. — 2023. — ISBN 978-3110756647.
- Viton, Albert. Permanent Minorities: A World Problem (англ.) // The Antioch Review. — 1941. — Vol. 1, iss. 4. — P. 474–487. — doi:10.2307/4608854. — JSTOR 4608854.
- Wallach, John; Wallach, Janet. The New Palestinians: The Emerging Generation of Leaders (англ.). — Prima Publishing, 1994. — 320 p. — ISBN 978-1-55958-429-6. Архивировано 8 мая 2024 года.
- Wasserstein, Bernard. Patterns of Communal Conflict in Palestine // Essential Papers on Zionism (англ.) / Reinharz, Jehuda[англ.]; Shapira, Anita (eds.). — New York University Press. — 1996. — P. 671—688. — ISBN 978-0814774496.
- Windecker, Gidon. Between Jabal ʿAmil, Karbala and Jerusalem: The Lebanese Shi'a and the Struggle for Palestine (англ.). — Springer Nature, 2023. — 209 p. — ISBN 978-3-031-38450-9. Архивировано 8 мая 2024 года.
- Wohlgelernter, Maurice. Jew and Arab: Two of the Same Source—But Not Two of the Same Kind: A Review Essay (англ.) // Modern Judaism. — 2008. — Vol. 28, iss. 3. — P. 327–336. — doi:10.1093/mj/kjn014. — JSTOR 30133321.

### На русском
- Бат-Йеор. Зимми: евреи и христиане под властью ислама. Том I. — Иерусалим: PRISMA-PRESS, 1991. — 288 с. — ISBN 965-320-219-7.
- Бат-Йеор. Зимми: евреи и христиане под властью ислама. Том II. — Иерусалим: PRISMA-PRESS, 1991. — 426 с. — ISBN 965-320-220-0.
- Лакер, Вальтер. История сионизма. — М.: Крон-Пресс, 2000. — 848 с. — ISBN 5-232-01104-9.
- Медников, Н. А. Палестина от завоевания ее арабами до крестовых походов по арабским источникам // Православный палестинский сборник. — СПб., 1897. — Т. 17, вып. 2.
- Поляков, Лев. История антисемитизма. Эпоха Веры. — М.: Гешарим, 1997. — 432 с. — ISBN 5-88711-014-7.
- Сакер Г. М. История Израиля. От зарождения сионизма до наших дней. — М.: Книжники, 2011. — Т. I. 1807—1951. — 636 с. — ISBN 978-5-9953-0124-0.

### На иврите
- הרט, רחל. ביקורת פוליטית ואנטישמיות בקריקטורה הערבית: קריקטורות בעיתון פלסטין בשנת 1936, "המרד הערבי הגדול" (иврит) // Kesher / קשר. — Tel-Aviv University, 2014. — Iss. 46. — P. 148, 150. — JSTOR 23922600.

### На турецком
- Korkmaz, F. İbn Havkal ve Ṣûretü’l-arż Adlı Coğrafya Eseri (тур.) // Hitit Theology Journal. — 2024. — C. 23. — S. 156—174. — ISSN 2757-6949.